# Virus (deutsche Band)
Virus war eine deutsche Rock-Band aus Bielefeld.

## Geschichte
Die Band wurde Ende der 1960er Jahre gegründet und debütierte im Jahre 1970 mit der Single Confusion / Facts of Death. Ein Jahr später folgte zunächst auf BASF Records das von Conny Plank produzierte Debütalbum Revelation in der Besetzung Werner Monka (Gitarre), Jörg-Dieter Krahe (Keyboard), Bernd „Molle“ Hohmann (Gesang, Flöte), Reinhold Spiegelfeld (Bass) und Wolfgang Rieke (Schlagzeug). Virus spielt auf ihrem Debütalbum eine Mischung aus Krautrock und bluesigem Hard Rock und wurde mit Bands wie Cream, Deep Purple, Free oder Pink Floyd verglichen. Das Titellied entstand aus einer Jamsession über dem Lied Paint It Black von den Rolling Stones.
Anschließend kam es zu einigen Besetzungswechseln. Werner Monka, Bernd Hohmann und Reinhold Spiegelfeld verließen die Band und wurden durch Axel Nieling (Schlagzeug), Jürgen Schäfer (Bass, Gesang), Bernd Rosner (Gitarre) und Werner Vogt (Bass, Gitarre, Gesang) ersetzt. In dieser Besetzung wurde das von Jürgen Schmeisser produzierte zweite Album Thoughts eingespielt, welches auf dem BASF-Sublabel Pilz erschien. Der Stil von Virus veränderte sich stark in Richtung Hard Rock und wurde mit Uriah Heep verglichen. Im Jahre 1975 lösten sich Virus aus, als es aufgrund eines verschwundenen Verstärkers zu Streitereien innerhalb der Band kam. Einige Musiker gründeten daraufhin die Band Skyline. Werner Monka, Bernd Hohmann und Reinhold Spiegelfeld spielten mit dem Uriah-Heep-Keyboarder Ken Hensley unter dem Namen Weed ein Album ein.
Im Jahre 1997 veröffentlichte das Plattenlabel Second Battle beide Studioalben erstmals auf CD, wobei das Debütalbum Revelation die beiden Titel der Single Confusion / Facts of Death enthält. Das Label Garden of Delights veröffentlichte im Jahre 2004 mit Remember einen Mitschnitt eines Virus-Konzerts, welches am 28. April 1973 in Köln aufgenommen wurde.

## Diskografie

### Alben
- 1971: Revelation (BASF Records)
- 1971: Thoughts (Pilz)
- 2004: Remember (Live-Album, Garden of Delights)

### Singles
- 1970: Confusion / Facts of Death
- 1971: King Heroin